# Il trionfo del tempo e del disinganno
Il trionfo del tempo e del Disinganno er et oratorium af Georg Friedrich Händel, der findes i forskellige versioner, hvor der er 50 år mellem den tidligste og den seneste version.